# فرأ الشام
فَرَأ الشَّام (الجمع: أَفْرَاء الشام) (Equus hemionus hemippus) هو نويع منقرض من الفرأ موطنه شبه الجزيرة العربية والمناطق المحيطة بها. امتد نطاقه إلى ما هو الآن تراوحت بين العراق وفلسطين وإيران والأردن والمملكة العربية السعودية وسوريا وتركيا في الوقت الحاضر.

## وصف

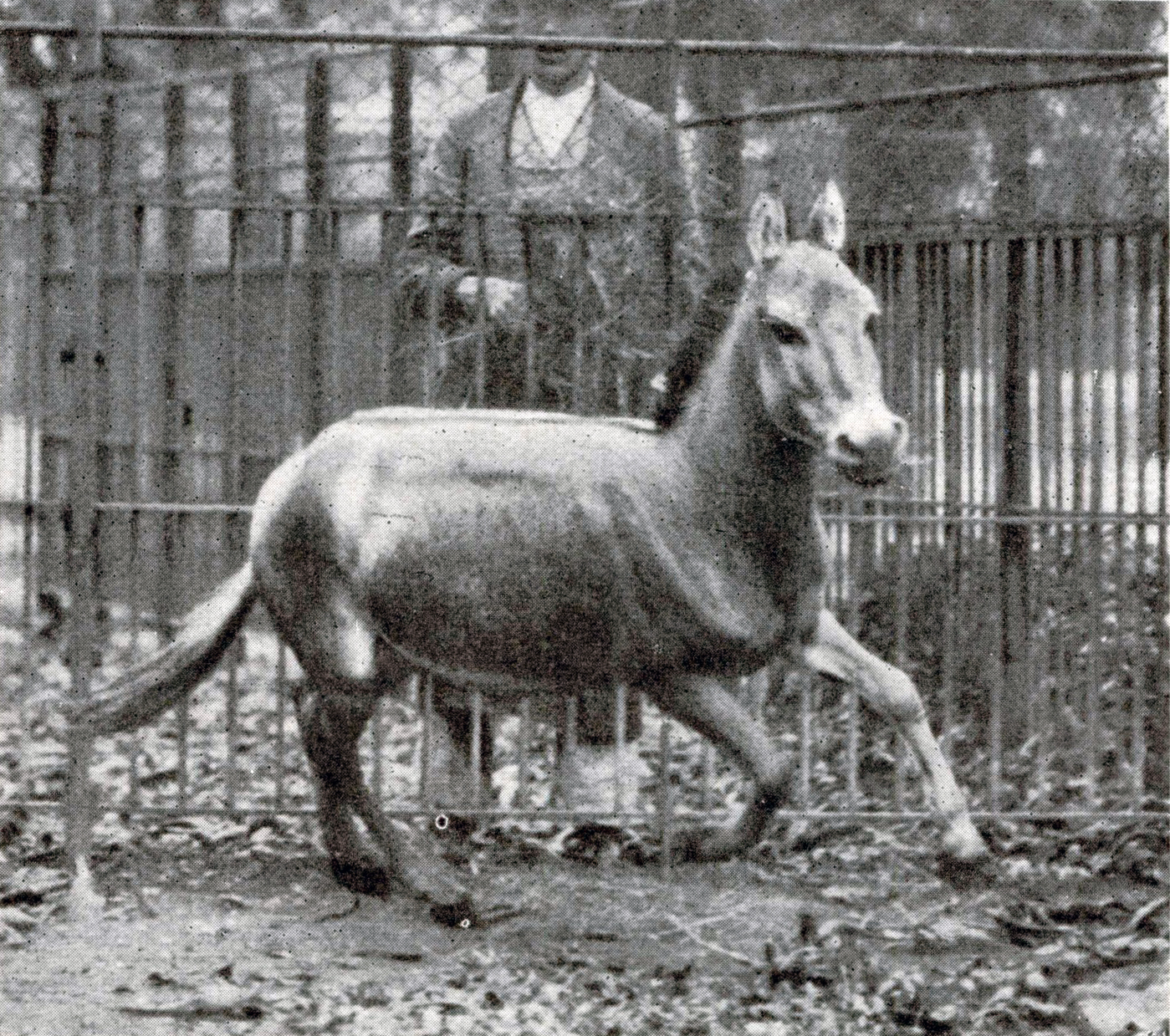
فرأ الشام الراكض في حديقة شونبرون للحيوانات، في 1915

كان فرأ الشام، الذي يبلغ ارتفاع كتفه مترًا واحدًا، أصغر الخيول، ولا يمكن تدجينه. تغير لونه مع المواسم - شعر زيتوني مسمر في الصيف، وأصفر رملي باهت في فصل الشتاء. كان معروفًا، مثله مثل غيره من الحيوانات، أنه غير قابل للترويض، وشُبه بالفرس الأصيل لجماله وقوته.

## توزيع والسكن
عاش فرأ الشام في الصحاري وشبه الصحاري والمراعي القاحلة والسهول الجبلية. موطنها غرب آسيا، كانت تتواجد في فلسطين والأردن وتركيا وسوريا والمملكة العربية السعودية والعراق .

## البيئة والسلوك

### النظام العذائي
كان فرأ الشام سارحًا وآكلاً للعَلَق [الإنجليزية]. تتغذى على والأعشاب والأوراق والشجيرات وأغصان الأشجار.

### الافتراس
افتُرِسَت أفراء الشام من قبل الأسود الآسيوية، والنمور العربية، والضباع المخططة، والدببة البنية السورية ، والذئاب العربية، والببور القزوينية. قد تكون الفهود الآسيوية وبنات آوى الذهبية تفترس أيضًا الأجحاش.

## العلاقة مع البشر

### الانقراض

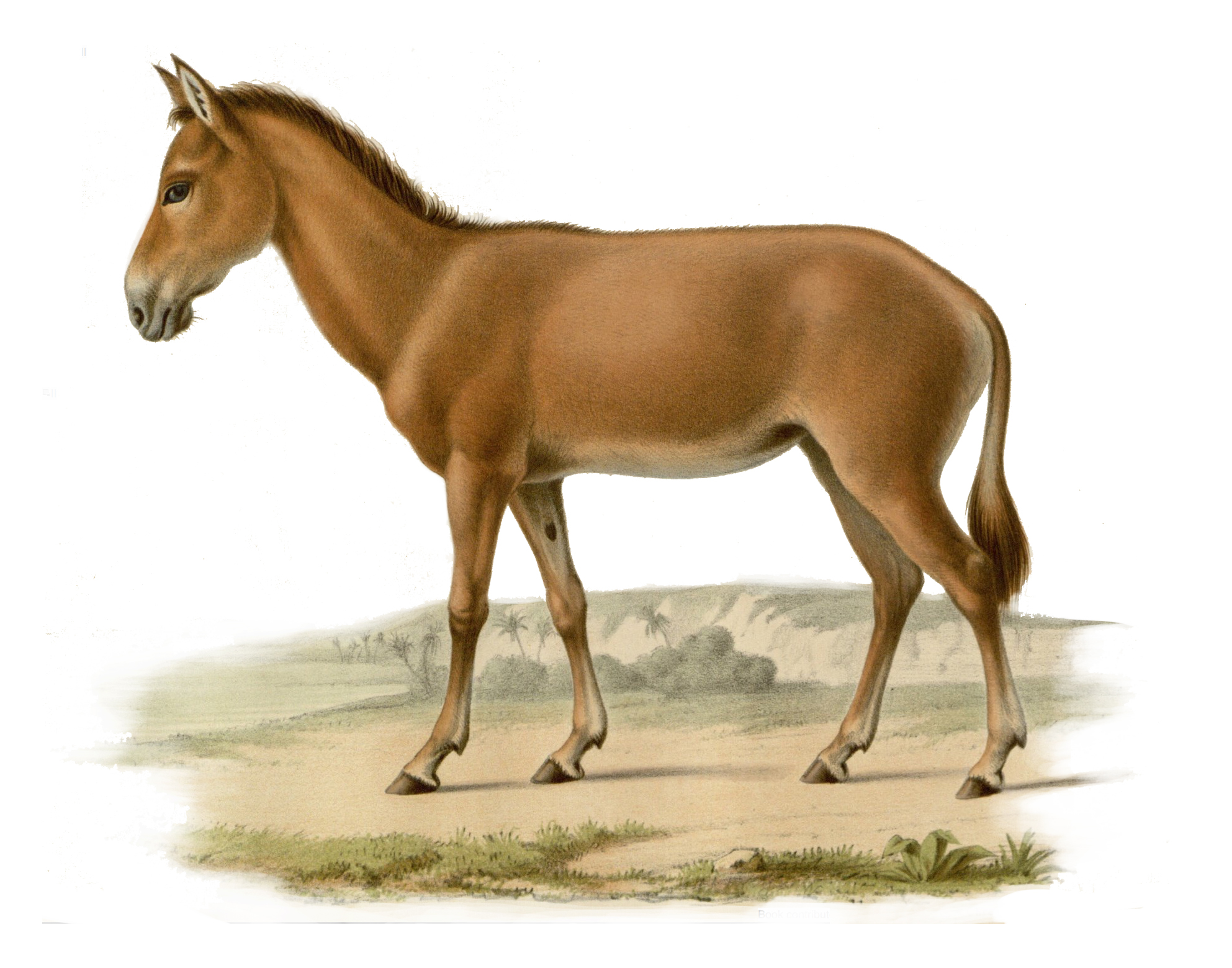
رسم توضيحي من عام 1869

أفاد المسافرون الأوروبيون في الشرق الأوسط خلال القرنين الخامس عشر والسادس عشر أنهم رأوا قطعانًا كبيرة.  ومع ذلك، بدأت أعدادها في الانخفاض بشكل حاد خلال القرنين الثامن عشر والتاسع عشر بسبب الصيد الجائر، وتعرض وجودها لمزيد من الخطر بسبب الاضطرابات الإقليمية في الحرب العالمية الأولى. قُتلت آخر عينة برية معروفة في عام 1927 في الغمس بالقرب من واحة الأزرق في الأردن، وتوفيت آخر عينة أسيرة في نفس العام في حديقة شونبرون للحيوانات، في فيينا. 

### الاستبدال
بعد انقراض فرأ الشام، اختير الأخدر الفارسي من إيران ليكون نويعًا مناسبًا لإعادة توطين كبديل لفرأ الشام المنقرض. ثم أدخال الأخدر الفارسي إلى المناطق المحمية في المملكة العربية السعودية والأردن. كما أعيد إدخاله مع الفرأ التركماني إلى فلسطين.